# Louis B. Mayer Pictures
Louis B. Mayer Pictures (sau  Louis B. Mayer Productions) a fost un studio de film american care a fost activ din 1918 până în 1924.

## Istorie
În 1916 Louis B. Mayer a încheiat un parteneriat cu Richard A. Rowland pentru a crea Mayer Pictures Corporation în New York, o companie pentru agenții actorilor și regizorilor.
Doi ani mai târziu, în 1918, Mayer s-a mutat în Los Angeles și și-a format propria companie de producție, Louis B. Mayer Pictures Corporation. Prima producție a fost în 1918 cu Virtuous Wives. Marea lovitură a lui Mayer a venit în aprilie 1924 când Marcus Loew, deținătorul lanțului de cinematografe Loew's Theaters, a fuzionat Metro Pictures, Goldwyn Pictures Corporation (deținut de Samuel Goldwyn) și Louis B. Mayer Pictures pentru a crea Metro-Goldwyn-Mayer sub supravegherea lui Nicholas Schenck din New York. Mayer a devenit vice-președinte și director de producțieși a avut practic ultimul cuvânt în tot ce era legat de MGM pentru următorii 27 de ani.

## Persoane notabile
- Anita Stewart

## Listă de filme
- Virtuous Wives (1918)
- Mary Reagan (1919)
- The Yellow Typhoon (1920)
- Sowing the Wind (1921)
- The Dangerous Age (1922)
- Pleasure Mad (1923)
- Women Who Give (1924)